# Tre miliardi nella baia di Vigo
Tre miliardi nella baia di Vigo è un saggio monografico di Carlo Iberti, frutto delle sue ricerche che pubblicò solo dopo un lavoro di ricostruzione, compiuto con lunghi e meticolosi studi che lo portarono a Londra, Parigi, Madrid e Vigo per documentarsi in modo appropriato; costituisce un importante ed autorevole resoconto basato su documenti originali concernente l'affondamento nella Baia di Vigo, in Galizia, Spagna, di un favoloso tesoro, durante la celebre battaglia tra gli inglesi e gli spagnoli. Pubblicato nel 1942 dalla casa editrice Hoepli di Milano, il libro è corredato da 57 mappe, alcune ripiegate. 
Il libro, che faceva parte della biblioteca di Oreste Macrì, alla sua morte fu lasciato in eredità al Gabinetto Vieusseux di Firenze, è inoltre patrimonio di altre biblioteche di Firenze quali la biblioteca della Fondazione Spadolini Nuova Antologia, la Biblioteca Palagio di Parte Guelfa ed è inserito nel Catalogo del Polo Bolognese del Servizio Bibliotecario Nazionale, nel Portale delle Biblioteche dell'Università di Bologna.

## Riferimento storico, la battaglia della Baia di Vigo
Durante la guerra di successione spagnola si svolse, al largo delle coste della Galizia, la battaglia navale della Baia di Vigo (o di Rande), tra la flotta anglo-olandese comandata dall'ammiraglio inglese Sir George Rooke e quella franco-spagnola dell'Ammiraglio François Louis Rousselet de Château-Renault. Tutta l'economia e le finanze del Portogallo dipendevano dai traffici oceanici e i loro alleati francesi non erano in grado di proteggere in modo efficace i collegamenti degli imperi spagnolo e portoghese e neppure del proprio.
La spedizione contro la Spagna intrapresa dalla flotta anglo-olandese nel 1702 aveva dato risultati tutt'altro che gloriosi, Rooke non era riuscito a conquistare Cadice per l'opposizione dei cittadini agli invasori e aveva perso la speranza che gli spagnoli potessero in seguito dimostrarsi più favorevoli ai conquistatori, a causa dei saccheggi che non risparmiarono nemmeno le chiese.
Durante il viaggio di ritorno seppe che alcuni galeoni spagnoli, partiti dal Messico e diretti a Cadice erano stati dirottati a Vigo dove erano approdati il 23 settembre 1702 con uno dei carichi più preziosi mai trasportati; Sir George Rooke decise quindi di far rotta su Vigo per riscattarsi dalla mancata conquista di Cadice. Con un forte corpo di spedizione composto da 16.000 uomini tra soldati di fanteria e di marina, al comando del generale Ormonde, attaccò i galeoni che trasportavano l'oro spagnolo distruggendo la flotta di Chateau-Renault che l'aveva scortato, con 30 navi, attraverso l'oceano.
Il 23 ottobre l'Ammiraglio inglese Rooke attaccò e sbaragliò con la sua superiorità la flotta spagnola, riuscì a far cadere i porti fortificati di Vigo e dell'Isola di San Simone, di fronte alla città di Redondela, furono distrutte 20 navi francesi, 4 galeoni spagnoli e 8 vascelli di Villette Philippe de Valois che dovevano riunirsi alla squadra. Furono inoltre catturati 9 galeoni e 8 navi. Lo schieramento franco-spagnolo annoverò duemila morti a fronte degli 800 morti e circa 500 feriti nelle file degli assalitori. Fu vittoria piena della flotta dell'Ammiraggio Rooke, che gli fruttò un lucroso bottino. Nel 1703 fu coniata la moneta commemorativa britannica da una ghinea e l'Ammiraglio Rooke fu ricompensato nel 1704 con la nomina a governatore di Gibilterra.
Rimane però il mistero sulla parte restante del tesoro, il prezioso carico potrebbe essere affondato nella baia, oppure trasportato a riva durante il mese che precedette la battaglia. Non risulta però traccia di questo trasferimento nei registri di bordo né in quelli di chi a terra lo avrebbe preso in consegna.
Da allora, i tentativi di recuperare il tesoro sono stati innumerevoli. Dal 1723 la Spagna ha rilasciato numerose concessioni per il recupero dei galeoni, anche perché non è certo che il tesoro sia stato effettivamente sbarcato. In particolare, si ricorda un tentativo di recupero da parte della Compagnia Americana del tesoro di Vigo che, avendo imbragato un galeone, non riuscì a riportarlo a terra a causa della frantumazione della nave durante le operazioni di emersione con conseguente dispersione del carico.